# 비극의 탄생
《비극의 탄생(독일어: Die Geburt der Tragödie aus dem Geiste der Musik)》은 프리드리히 니체가 1872년에 출판한 책으로 바그너에게 헌정한 저서이다.
니체는 고대 문헌학자로서의 연구를 통하여 그리스 비극의 정신이야말로 진실한 문화창조의 원천임을 알았다. 이 책은 그리스 해석을 전개하면서 그리스 비극의 정신을 현대에서 부흥시킨 것이 바그너의 음악임을 논하여 친구 바그너의 신예술운동을 지원하려고 한 것이다.
니체에 의하면 개체적 생은 죽음과 파괴를 면할 수 없는 것이므로, 이에 집착하려는 자에게는 생은 고뇌와 비극성으로 가득 차 있는 것이 된다. 이러한 사실을 예감한 그리스인들은 광명과 예술의 신인 아폴론에 의해 상징되는 몽환적(夢幻的)인 미(美)의 세계를 구상하고, 이에 의해 생의 암흑을 잊어버리려고 하였다. 그러나 이것은 순간적인 위안을 주는 것에 지나지 않는다. 모든 것을 파괴함으로써 모든 것을 새로이 창조하는 자연의 근원적인 생산력을 상징하는 풍요와 술의 신인 디오니소스가 주재하는 운명적 필연의 흐름에 개아(個我)의 생을 몰락시켜 가는 비극적인 도취의 체험이야말로 보다 근원적인 생의 체험이라고 할 것이다.
그리스 비극은 아폴론적 몽환의 이데아계와 디오니소스적 도취의 충동계(衝動界)의 긴장된 일체관계(一體關係)에 있어서 생을 표현하려고 한 것으로써, 지적 합리성에 의거하여 형태를 갖추어 보려고 하는 천박한 인생 파악보다 훨씬 심원한 예지의 결정인 것이다. 독창적인 그리스 해석을 전개한 이 책은 실증적 과학성을 중시하는 당시의 문헌학계로부터는 완전히 무시당하는 비운을 맞았다. 그러나 니체는 이러한 ‘비극’을 인내하여 독창적인 사상가로 탄생한다.
이듬해 출판한 《반시대적 고찰》은 이러한 예외자의 입장에서 프로이센-프랑스 전쟁에서의 군사적 승리를 독일문화의 승리로 착각한 19세기 말 독일 사상계의 속물성을 날카롭게 비판한 경세(警世)의 서이다.